# Tony Kanaan
Antoine Rizkallah Kanaan Filho, ismert nevén Tony Kanaan (Salvador, Brazília, 1974. december 31.) brazil autóversenyző, libanoni felmenőkkel.
Kanaan 2004-ben megnyerte az IndyCar Series bajnokságát az Andretti Green Racing 7-Eleven által szponzorált autóval, három győzelmet szerezve a szezonban. A szezonban 3305 kört teljesített ezzel először fordult elő a sorozatban, hogy egy versenyző minden teljesíthető kört megfutotta. Azzal is rekordot döntött, hogy 13 különböző versenyen összesen 889 kört töltött az élen. Kanaan volt az első olyan versenyző is aki az első hét indianapolisi 500-as futamán minden futamon minimum egy kört töltött az élen. Egyszeres Indy500 győztes.

## Pályafutása

### A kezdetek
Versenyzői pályafutását Olaszországban kezdte és 1994-ben megnyerte a Forma-Europa Boxer bajnokságot. A szezon után az Olasz F3 bajnokságban versenyzett egy szezont utána Amerikába ment versenyezni és megnyerte 1997-ben az Indy Lights bajnokságot a Tasman Motorsporttal. 1999-ben a Champ Car World Series-ben kezdett versenyezni és megnyerte a U.S. 500-at a Michigan International Speedway-en for Forsythe Championship Racing csapatában. A szezon utolsó futama nagyon szomorúan végződött Kanaan és csapata számára, mert meghalt versenyzőtársa, csapattársa és barátja, Greg Moore. A szezon után a Forsythe csapat elvesztette a McDonald's támogatását, ezért elhagyni kényszerült a Forsythe csapatot, és a Mo Nunn csapatnál versenyzett a következő három évben, mielőtt az IRL-be szerződött volna.

### IndyCar
2004-ben megnyerte az IndyCar Series bajnokságot és 2005-ben csapattársa, Dan Wheldon mögött második lett. Ebben az évben megszerezte első Indianapolis 500 pole-pozícióját és a futamot a második helyen fejezte be. 2005 szeptemberében tesztelhette a BAR-Honda F1-es autóját a 2004-ben megszerzett bajnoki cím jutalmaként.
Kanaan nagyon jó barátja a Formula–1-ben versenyző Rubens Barrichellónak, és 2006. május 28-án, amikor egy napon rendezték a Formula–1-es monacói nagydíjat és a 2006-os indianapolisi 500-at, akkor sisakot cseréltek egymással.

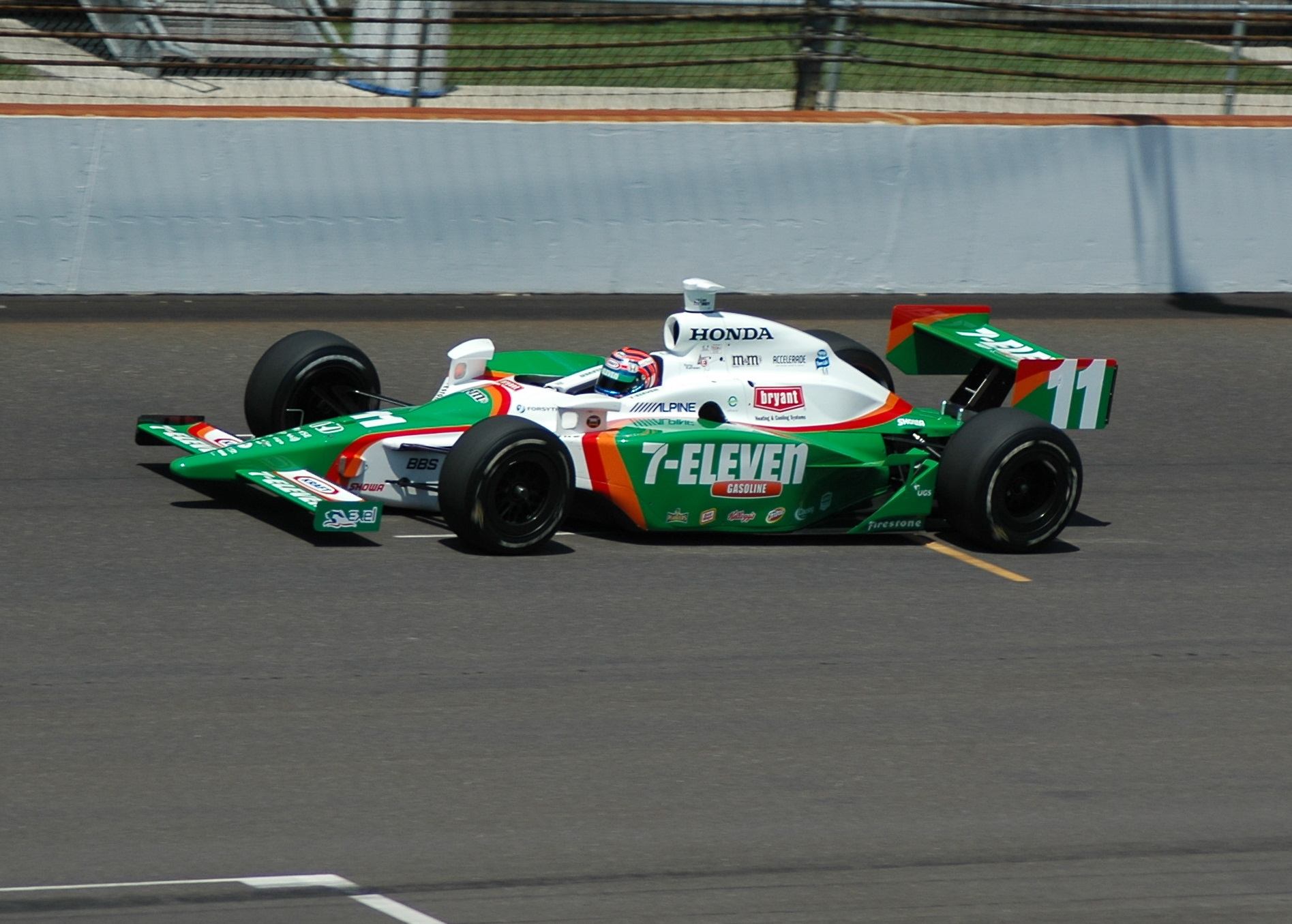
Kanaan a 2007-es indianapolisi 500 szabadedzésén.

Kanaan a 2007-es szezonban öt győzelmet szerzett a japán versenyen, Milwaukee-ben, Michiganben, Kentuckyban és Detroitban. Kansasben megszerezte a pole pozíciót és nyerhetett volna, de a bokszutcában összeütközött a csapattársával, Danica Patrickkel, és ezzel elúszott a győzelem. Később még egy pole pozíciót szerzett a szezon folyamán Kentuckyban. A 2007-es indianapolisi 500-on ő vezette a versenyt, amikor ideiglenesen leállították a versenyt az eső miatt. A versenyt egy kisebb szünet után folytatták tovább a versenyt, de nem sokkal később végleg leállították a futamot, és a csapattársát, Dario Franchittit intették le elsőként. Kanaan 2008-ban csak egy versenyt nyert Richmondban. 2009-ben egy versenyt sem nyert az Indy 500-on, meg kiesett, mert a falnak csapódott, és először fordult elő, hogy úgy esett ki az Indy 500-on, hogy egy kört sem töltött az élen.
2010 októberében jelentették be, hogy Kanaan elhagyja az Andretti Autosportot, miután a szponzor közölte, nem tér vissza a következő szezonra.
2011 márciusában szerződött le a Jimmy Vasser tulajdonában lévő KV Racing Technology #82-es számú autójába. Eleinte jobb eredményeket hozott, bár összességében egy viszonylag gyenge szezont produkált és három dobogóval az 5. lett összetettben. A záráson, Las Vegasban a pole-pozícióból startolt, amelyet a Dan Wheldon életet követelő tömegbaleset után töröltek.
2012-re jó barátját, Barrichellót meghívta, hogy egy csapatban versenyezzenek. Idénye kevésbé volt eredményes, mint az előző. Egy második és két harmadik helyet gyűjtött, ebből egyet az Indy 500-on. Csupán hatszor nem végzett a top10-ben, a kieséseit is beleszámítva.
2013-ra is meghosszabbította kontraktusát a KV-val. A tizenkettedik indianapolisi 500 indulásán győzelmet szerzett, miután Dario Franchitti három körrel a vége előtt a falnak csapódott. 2008 óta a leghosszabb kiírásban, 19 fordulóból, egy-két dobogót leszámítva többször hátráltatta műszaki probléma és a balszerencse. Az összetettben csak a 11. lett 397 egységgel, amely a debütáló, 2002-es évada óta a leggyengébb helyezésének számított.
2014-ben a Chip Ganassi Racing kötött vele szerződést, mivel Franchitti orvosai tanácsára visszavonult a versenyzéstől. A zárófordulón, Fontánában diadalmaskodott magabiztosan vezetve és átlagsebességével új rekordot állított fel az Auto Club Speedway-en. 2016-ban nem tudott versenyt nyerni, viszont az Indy 500-on 4., míg Texasban 3. lett. 2017-ben ismét Texasban érte el idénybeli legjobb eredményét, egy 2. pozícióval. Az élmezőny folyamatosan közel maradt egymáshoz, és öt körrel a vége előtt Szató Takuma lecsúszott a fűre és kiütötte Scott Dixont és Max Chiltont.
2018-ra a Ganassi nem tartotta meg és A. J. Foyt csapatához szerződött. Négy alkalommal intették le az első 10-ben, legjobb eredménye egy 6. hely lett a kanadai Torontóból. Ekkor érte el egész teljes IndyCar-pályafutása legalacsonyabb összetettjét, ugyanis a tizenhatodikként ért véget az éve, 312 ponttal.
2020 januárjában, 45 évesen a mezőny legidősebb tagjaként bejelentette, hogy visszavonul a teljes éves szerepléstől, viszont egy-két oválon, valamint az Indy 500-on továbbra is rajthoz fog állni. 2021-ben a négy oválfutamon indult, újra a Chip Ganassi színeiben, Jimmie Johnsont váltva, aki csak az épített- és utcai helyszíneken volt ott. Az indianapolisi 500-on egy 10. helyezést ért el. 2022-ben kiemelkedően teljesített a legendás viadalon, mivel Marcus Ericsson és Patricio O'Ward mögött a 3. helyen haladt át a téglás célvonalon.
2022. november 2-án hivatalossá vált, hogy a McLaren negyedik számú autóját fogja vezetni a 2023-as Indy 500-on az NTT Data támogatásával, amely a magának a szériának is a hivatalos, névadó szponzora. A futamon a 16. helyen intették le.
2023 februárjában jelentette be végleges visszavonulását a profi autóversenyzéstől.

### Egyéb versenyek
2012-ben debütált szabadkártyával a hazájában futó Stock Car Brasil-ban a Bassani Racing Peugeot 408-asával az utolsó két fordulóban.
2021-ben a teljes éves IndyCar-távozása után egy Toyota Corolla-t vezetett, amelyet a Full Time Bassani készített fel. Legjobb eredménye egy 12. hely lett a negyedik fordulóból, Interlagosból. Ezen kívül még négy versenyen indult a Superstar Racing Experience-ben (SRX), amely egy all-star stock autóverseny-sorozat. Legjobb eredménye két 7. hely volt Staffordban és Eldorában.

## Eredményei

### Teljes IndyCar eredménylistája
| Év   | Csapat                 | 1      | 2      | 3      | 4       | 5       | 6       | 7       | 8      | 9      | 10     | 11     | 12     | 13     | 14     | 15     | 16     | 17     | 18     | 19      | Helyezés | Pont |
| ---- | ---------------------- | ------ | ------ | ------ | ------- | ------- | ------- | ------- | ------ | ------ | ------ | ------ | ------ | ------ | ------ | ------ | ------ | ------ | ------ | ------- | -------- | ---- |
| 2002 | Mo Nunn                | HMS    | PHX    | FON    | NZR     | INDY 28 | TXS     | PPIR    | RIR    | KAN    | NSH    | MIS    | KTY    | STL    | CHI    | TXS    |        |        |        |         | 50.      | 2    |
| 2003 | Andretti Green         | HMS 4  | PHX 1  | MOT 14 | INDY 3  | TXS 2   | PPIR 2  | RIR 5   | KAN 4  | NSH 9  | MIS 16 | STL 2  | KTY 6  | NZR 18 | CHI 6  | FON 3  | TXS 14 |        |        |         | 4.       | 476  |
| 2004 | Andretti Green         | HMS 8  | PHX 1  | MOT 2  | INDY 2  | TXS 1   | RIR 5   | KAN 3   | NSH 1  | MIL 4  | MIS 2  | KTY 5  | PPIR 5 | NZR 2  | CHI 3  | FON 2  | TXS 2  |        |        |         | 1.       | 618  |
| 2005 | Andretti Green         | HMS 3  | PHX 3  | STP 2  | MOT 6   | INDY 8  | TXS 3   | RIR 19  | KAN 1  | NSH 19 | MIL 4  | MIS 4  | KTY 20 | PPIR 3 | SNM 1  | CHI 5  | WGL 2  | FON 2  |        |         | 2.       | 548  |
| 2006 | Andretti Green         | HMS 11 | STP 3  | MOT 3  | INDY 5  | WGL 11  | TXS 7   | RIR 18  | KAN 5  | NSH 12 | MIL 1  | MIS 4  | KTY 5  | SNM 11 | CHI 7  |        |        |        |        |         | 6.       | 388  |
| 2007 | Andretti Green         | HMS 5  | STP 3  | MOT 1  | KAN 15  | INDY 12 | MIL 1   | TXS 2   | IOW 16 | RIR 4  | WGL 4  | NSH 18 | MDO 4  | MIS 1  | KTY 1  | SNM 4  | DET 1  | CHI 6  |        |         | 3.       | 576  |
| 2008 | Andretti Green         | HMS 8  | STP 3  | MOT1 5 | LBH1 Ni | KAN 2   | INDY 29 | MIL 3   | TXS 5  | IOW 18 | RIR 1  | WGL 3  | NSH 4  | MDO 7  | EDM 9  | KTY 8  | SNM 3  | DET 3  | CHI 4  | SRF² 21 | 3.       | 513  |
| 2009 | Andretti Green         | STP 5  | LBH 3  | KAN 3  | INDY 27 | MIL 19  | TXS 8   | IOW 14  | RIR 6  | WGL 8  | TOR 17 | EDM 21 | KTY 3  | MDO 10 | SNM 8  | CHI 13 | MOT 11 | HMS 4  |        |         | 6.       | 386  |
| 2010 | Andretti Autosport     | SAO 10 | STP 10 | ALA 8  | LBH 5   | KAN 3   | INDY 11 | TXS 6   | IOW 1  | WGL 21 | TOR 4  | EDM 12 | MDO 17 | SNM 7  | CHI 5  | KTY 4  | MOT 7  | HMS 3  |        |         | 6.       | 453  |
| 2011 | KV Racing Technology   | STP 3  | ALA 6  | LBH 8  | SAO 22  | INDY 4  | TXS1 11 | TXS2 5  | MIL 19 | IOW 2  | TOR 26 | EDM 4  | MDO 5  | NHA 22 | SNM 28 | BAL 3  | MOT 17 | KTY 17 | LVS T  |         | 5.       | 353  |
| 2012 | KV Racing Technology   | STP 25 | ALA 21 | LBH 4  | SAO 13  | INDY 3  | DET 6   | TXS 11  | MIL 2  | IOW 3  | TOR 4  | EDM 18 | MDO 6  | SNM 10 | BAL 20 | FON 18 |        |        |        |         | 9.       | 351  |
| 2013 | KV Racing Technology   | STP 4  | ALA 13 | LBH 20 | SAO 21  | INDY 1  | DET 13  | DET 12  | TXS 3  | MIL 10 | IOW 3  | POC 13 | TOR 5  | TOR 24 | MDO 24 | SNM 13 | BAL 15 | HOU 21 | HOU 24 | FON 3   | 11.      | 397  |
| 2014 | Chip Ganassi Racing    | STP 6  | LBH 18 | ALA 9  | IMS 10  | INDY 26 | DET 3   | DET 9   | TXS 6  | HOU 13 | HOU 10 | POC 11 | IOW 3  | TOR 3  | TOR 2  | MDO 21 | MIL 3  | SNM 13 | FON 1  |         | 7.       | 544  |
| 2015 | Chip Ganassi Racing    | STP 3  | NLA 6  | LBH 5  | ALA 13  | IMS 7   | INDY 26 | DET 20  | DET 13 | TXS 2  | TOR 6  | FON 2  | MIL 6  | IOW 21 | MDO 5  | POC 19 | SNM 4  |        |        |         | 8.       | 431  |
| 2016 | Chip Ganassi Racing    | STP 9  | PHX 4  | LBH 6  | ALA 8   | IMS 25  | INDY 4  | DET 9   | DET 7  | ROA 2  | IOW 7  | TOR 4  | MDO 12 | POC 9  | TXS 3  | WGL 19 | SNM 13 |        |        |         | 7.       | 461  |
| 2017 | Chip Ganassi Racing    | STP 12 | LBH 15 | ALA 7  | PHX 6   | IMS 20  | INDY 5  | DET 15  | DET 10 | TXS 2  | ROA 21 | IOW 9  | TOR 19 | MDO 16 | POC 5  | GTW 16 | WGL 20 | SNM 16 |        |         | 10.      | 403  |
| 2018 | A. J. Foyt Enterprises | STP 11 | PHX 8  | LBH 8  | ALA 18  | IMS 14  | INDY 25 | DET 14  | DET 7  | TXS 21 | ROA 14 | IOW 17 | TOR 6  | MDO 18 | POC 17 | GTW 13 | POR 11 | SNM 12 |        |         | 16.      | 312  |
| 2019 | A. J. Foyt Enterprises | STP 15 | COA 12 | ALA 18 | LBH 19  | IMS 20  | INDY 9  | DET 15  | DET 22 | TXS 16 | ROA 21 | TOR 17 | IOW 10 | MDO 20 | POC 8  | GTW 3  | POR 12 | LAG 16 |        |         | 15.      | 304  |
| 2020 | A. J. Foyt Enterprises | TXS 10 | IMS    | ROA    | ROA     | IOW 18  | IOW 11  | INDY 19 | GTW 9  | GTW 19 | MDO    | MDO    | IMS    | IMS    | STP    |        |        |        |        |         | 24.      | 106  |
| 2021 | Chip Ganassi Racing    | ALA    | STP    | TXS 11 | TXS 15  | IMS     | INDY 10 | DET     | DET    | ROA    | MDO    | NSH    | IMS    | GTW 13 | POR    | LAG    | LBH    |        |        |         | 28.      | 96   |
| 2022 | Chip Ganassi Racing    | STP    | TXS    | LBH    | ALA     | IMS     | INDY 3  | DET     | ROA    | MDO    | TOR    | IOW    | IOW    | IMS    | NSH    | GTW    | POR    | LAG    |        |         | 26.      | 78   |
| 2023 | Arrow McLaren          | STP    | TXS    | LBH    | ALA     | IMS     | INDY 16 | DET     | ROA    | MDO    | TOR    | IOW    | IOW    | NSH    | IMS    | GTW    | POR    | LAG    |        |         | 32.      | 18   |

1 A Long Beach-i és a Japán versenyt ugyanazon a napon rendezték a Champ Car és az IRL pilótáknak és mindkét verseny bele számít a bajnokságba.
2 A verseny nem számít bele a bajnokságba

#### Indianapolis 500
| Év   | Kasztni | Motor     | Rajthely | Eredmény | Team                   |
| ---- | ------- | --------- | -------- | -------- | ---------------------- |
| 2002 | G-Force | Chevrolet | 5        | 28       | Nunn                   |
| 2003 | Dallara | Honda     | 2        | 3        | Andretti Green         |
| 2004 | Dallara | Honda     | 5        | 2        | Andretti Green         |
| 2005 | Dallara | Honda     | 1        | 8        | Andretti Green         |
| 2006 | Dallara | Honda     | 5        | 5        | Andretti Green         |
| 2007 | Dallara | Honda     | 2        | 12       | Andretti Green         |
| 2008 | Dallara | Honda     | 6        | 29       | Andretti Green         |
| 2009 | Dallara | Honda     | 6        | 27       | Andretti Green         |
| 2010 | Dallara | Honda     | 33*      | 11       | Andretti Autosport     |
| 2011 | Dallara | Honda     | 22       | 4        | KV Racing Technology   |
| 2012 | Dallara | Chevrolet | 8        | 3        | KV Racing Technology   |
| 2013 | Dallara | Chevrolet | 12       | 1        | KV Racing Technology   |
| 2014 | Dallara | Chevrolet | 16       | 26       | Chip Ganassi Racing    |
| 2015 | Dallara | Chevrolet | 4        | 26       | Chip Ganassi Racing    |
| 2016 | Dallara | Chevrolet | 18       | 4        | Chip Ganassi Racing    |
| 2017 | Dallara | Honda     | 7        | 5        | Chip Ganassi Racing    |
| 2018 | Dallara | Chevrolet | 10       | 25       | A. J. Foyt Enterprises |
| 2019 | Dallara | Chevrolet | 16       | 9        | A. J. Foyt Enterprises |
| 2020 | Dallara | Chevrolet | 23       | 19       | A. J. Foyt Enterprises |
| 2021 | Dallara | Honda     | 5        | 10       | Chip Ganassi Racing    |
| 2022 | Dallara | Honda     | 6        | 3        | Chip Ganassi Racing    |
| 2023 | Dallara | Chevrolet | 9        | 16       | Arrow McLaren          |

* Kanaan a 32. helyre kvalifikálta az autót de ki kellett cserélni ezért az utolsó, 33. helyre sorolták hátra a rajtrácson.